# Lobo-da-tasmânia
O lobo-da-tasmânia (nome científico: Thylacinus cynocephalus), conhecido em outras línguas como tigre-da-tasmânia, foi o maior marsupial carnívoro dos tempos modernos. Nativo da Austrália e Nova Guiné, acredita-se que foi extinto no século XX. Foi o último membro de seu gênero, Thylacinus (tilacino), ainda que diversas espécies relacionadas tenham sido encontradas em registros de fósseis do início do Mioceno.
Os tigres-da-tasmânia foram extintos da Austrália continental milhares de anos antes da colonização europeia do continente, mas sobreviveram na ilha da Tasmânia junto com diversas espécies endêmicas, incluindo o diabo-da-tasmânia. A caça intensiva encorajada por recompensas por os considerarem uma ameaça aos rebanhos é geralmente culpada por sua extinção, mas outros fatores que contribuíram podem ter sido doenças, a introdução de cães, dingos e a ocupação humana de seu habitat. O último registro visual da espécie ocorreu em 1932 e o último exemplar morreu no Zoológico de Hobart em 7 de setembro de 1936. Apesar de ser oficialmente classificado como extinto, relatos de encontros ainda são reportados.
Como os tigres e lobos do hemisfério norte, dos quais herdou dois de seus nomes comuns, o lobo-da-tasmânia era o superpredador da cadeia alimentar. Como um marsupial, não era relacionado a estes mamíferos placentários, mas devido a convergência evolutiva, ele demonstrava as mesmas formas gerais e adaptações. Seus parentes mais próximos são o diabo-da-tasmânia e o canguru.
O tigre-da-tasmânia era um dos dois únicos marsupiais a terem um marsúpio em ambos os sexos (o outro é a cuíca-d'água). O macho tinha uma bolsa que agia como um revestimento protetor, protegendo os órgãos externos do animal enquanto este corria através de mata fechada.

## Evolução

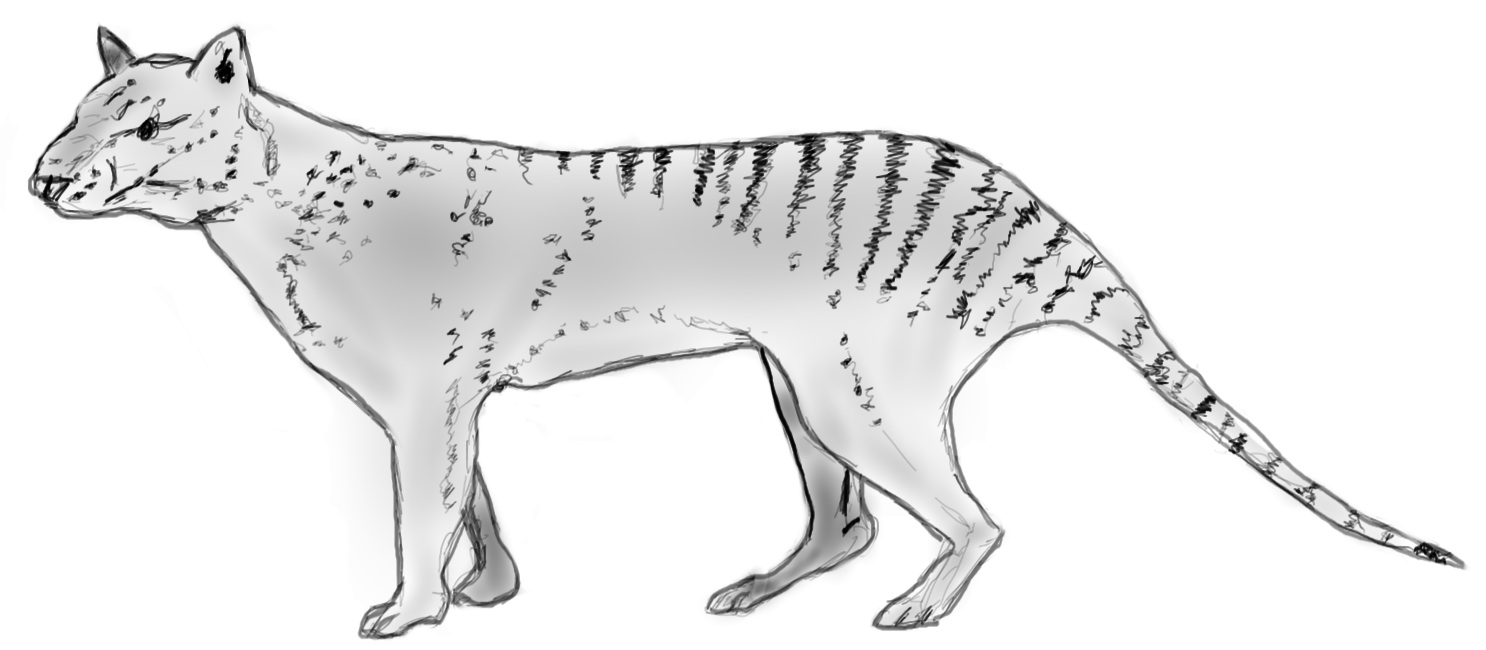
Ilustração do Thylacinus potens, que significa Poderoso lobo-da-tasmânia, o qual existiu durante o Mioceno. É o maior parente conhecido do lobo-da-tasmânia

O tigre-da-tasmânia moderno apareceu pela primeira vez há cerca de 4 milhões de anos. As espécies da família Thylacinidae remontam ao início do Mioceno; desde o começo dos anos 90, pelo menos sete espécies de fósseis foram descobertas em Riversleigh, parte do Lawn Hill National Park ao noroeste de Queensland. O Nimbacinus dicksoni é a mais antiga das sete espécies de fósseis descobertas, tendo sido datada em 23 milhões de anos. Este lobo-da-tasmânia era muito menor do que o seu parente mais recente. A maior espécie, o Thylacinus potens, que atingia o tamanho de um lobo, foi a única espécie a sobreviver durante a parte final do Mioceno. Na parte final do Pleistoceno e inicial do Holoceno, o lobo-da-tasmânia moderno espalhou-se (embora nunca numeroso) por toda a Austrália e Nova Guiné.

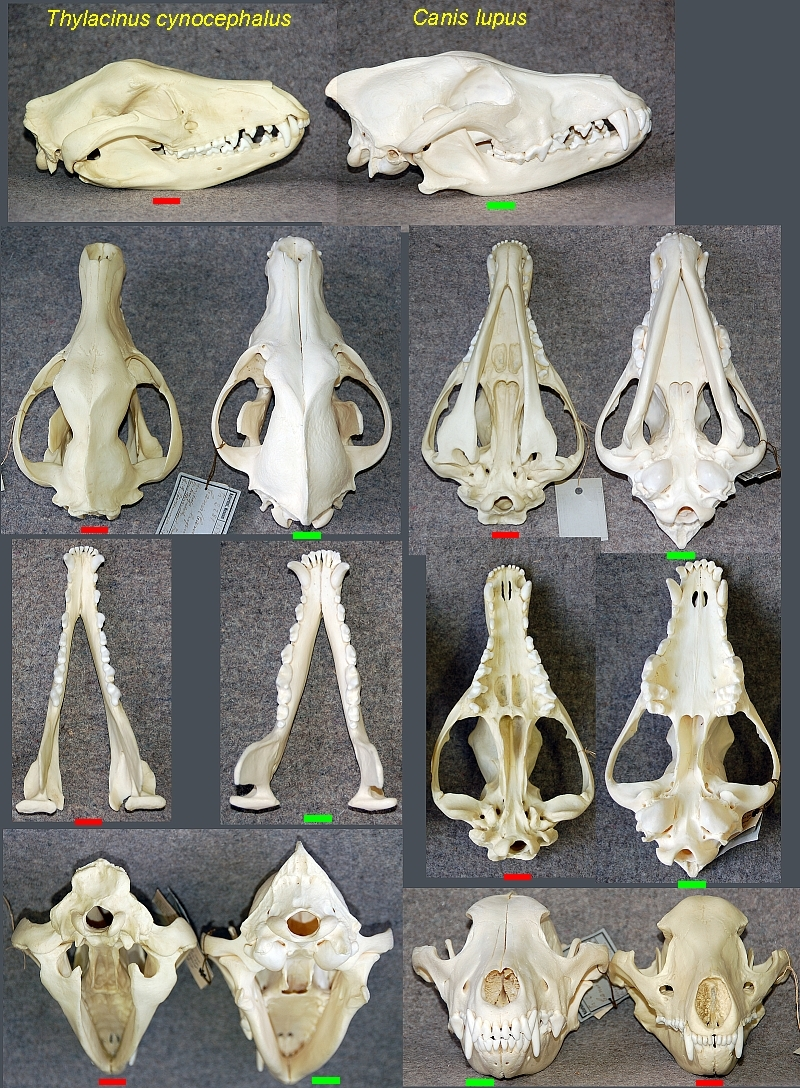
Os crânios do lobo-da-tasmânia (esquerda) e do lobo-cinzento, Canis lupus, são quase idênticos, embora as espécies não sejam parentes. Estudos mostram que a forma do crânio da raposa-vermelha, Vulpes vulpes, é ainda mais próxima à do lobo-da-tasmânia.

O lobo-da-tasmânia apresentava muitas semelhanças com os membros da família Canidae (cão) do Hemisfério Norte: dentes afiados, mandíbulas poderosas, digitígrados e a mesma forma geral do corpo. Este é um exemplo de evolução convergente. Uma vez que o lobo-da-tasmânia ocupou o mesmo nicho ecológico na Austrália como a família do cão fez noutras regiões, desenvolveram muitas características idênticas. Apesar disso, esta espécie não está relacionada com qualquer dos predadores do hemisfério norte.

## Descoberta e taxonomia
Os aborígenes da Austrália tiveram os primeiros contatos com o lobo-da-tasmânia. Diversos exemplos de lobos-da-tasmânia em gravuras e arte rupestre datados de pelo menos 1000 a.C. têm sido encontrados. Imagens em petróglifo do lobo-da-tasmânia podem ser encontradas no Dampier Rock Art Precinct na Península de Burrup na Austrália Ocidental. Quando os primeiros exploradores chegaram, o animal já era raro na Tasmânia. Os europeus podem ter tido contato com ele desde 1642, quando Abel Tasman chegou pela primeira vez à Tasmânia. Seu grupo reportou ter visto as pegadas de "feras selvagens que tinham garras similares às de um Tigre". Marc-Joseph Marion du Fresne, chegando com o Mascarin em 1772, afirmou ter visto um "tigre gato". Uma identificação positiva de que os animais encontrados eram lobos-da-tasmânia não pode ser realizada a partir deste relato uma vez que o Gato-tigre (Dasyurus maculatus) é descrito de forma semelhante. O primeiro encontro definitivo foi por exploradores franceses em 13 de maio de 1792, como observado pelo naturalista Jacques Labillardière, em seu diário da expedição liderada por D'Entrecasteaux. Contudo, só em 1805 que William Paterson, o Vice-governador da Tasmânia, enviou uma descrição detalhada para publicação no Sydney Gazette and New South Wales Advertiser.

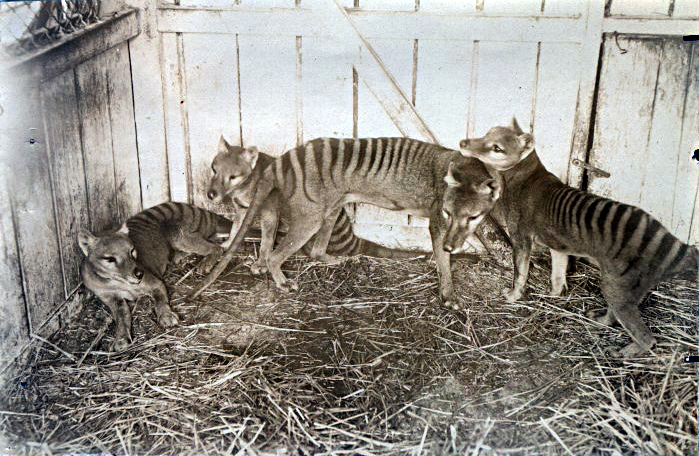
lobos-da-tasmânia no Zoológico Beaumaris, em Hobart, 1910

A primeira descrição científica detalhada foi feita pelo Delegado Inspetor-Geral da Tasmânia, George Harris, em 1808, cinco anos após a primeira colonização da ilha. Harris inicialmente colocou o lobo-da-tasmânia no gênero Didelphis, que havia sido criado por Lineu para o gambá americano, descrevendo-o como Didelphis cynocephala, o "gambá-com-cabeça-de-cão". O reconhecimento de que os marsupiais australianos eram fundamentalmente diferentes dos gêneros conhecidos de mamíferos levou ao estabelecimento do sistema moderno de classificação e, em 1796, Geoffroy Saint-Hilaire criou o gênero Dasyurus onde ele colocou o lobo-da-tasmânia em 1810. Para resolver a mistura de nomenclatura em grego e latim, o nome da espécie foi alterado para cynocephalus. Em 1824, foi separado para seu próprio gênero, Thylacinus, por Temminck. O nome comum deriva diretamente do nome do gênero, originariamente do grego θύλακος (thylakos), significando "bolsa" ou "saco".[a]
Diversos estudos apoiam o lobo-da-tasmânia como sendo um membro basal da Dasyuromorphia e que o diabo-da-tasmânia é seu parente mais próximo. Entretanto, uma pesquisa publicada na Genome Research em janeiro de 2009 sugere que o Numbat pode ser mais basal que o diabo e um parente mais próximo do lobo-da-tasmânia.

## Descrição

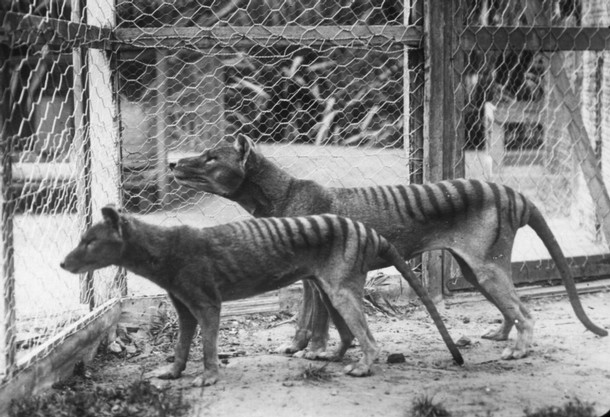
Um par de lobos-da-tasmânia no Zoológico de Hobart antes de 1921 (Note que o macho ao fundo é maior do que a fêmea)

Descrições do lobo-da-tasmânia variam, uma vez que evidências são restritas a espécimes preservados de filhotes; registros de fósseis; restos de peles e esqueleto; fotografias em preto-e-branco e filmes do animal em cativeiro; e relatos de campo.
O Tigre-da-tasmânia lembrava um cachorro grande com pelo curto e um rabo firme que suavemente se estendia do corpo de certa forma similar àquele de um canguru. Muitos colonos europeus fizeram comparações diretas com a Hiena, devido a sua postura incomum e comportamento geral. Sua cobertura amarelo-marrom apresentava 13 a 21 listras escuras distintas pelas suas costas, traseira e a base de seu rabo, o que conferiu ao animal o apelido de "Tigre". As listras eram mais marcadas em espécimes mais jovens, desaparecendo à medida que o animal se tornava mais velho. Uma das listras se estendia até o exterior da coxa traseira. Seu pelo era denso e macio, com comprimento até 15 mm; em juvenis a ponta do rabo possuía uma crista. Suas orelhas arredondadas e eretas tinham comprimento de cerca de 8 cm e eram cobertas com pelo curto. A coloração variou de castanho-amarelado claro à marrom escuro; a barriga era de cor creme.
O lobo-da-tasmânia adulto tinha comprimento de 100 a 130 cm, mais uma cauda de cerca de 50 a 65. O maior espécime medido tinha 290 cm do nariz à cauda. Adultos possuíam uma altura de 60 cm no ombro e pesavam de 20 a 30 kg. Havia um leve dimorfismo sexual com os machos em média sendo maiores que as fêmeas.
Um lobo-da-tasmânia fêmea possuía um marsúpio com quatro tetas, mas ao contrário de muitos outros marsupiais, a bolsa se abria na parte traseira de seu corpo. Os machos tinham uma bolsa escrotal, única entre os marsupiais australianos, na qual eles podiam esconder seu saco escrotal.
O lobo-da-tasmânia era capaz de abrir suas mandíbulas a uma extensão incomum: até 120 graus. Esta capacidade pode ser observada em parte pela curta sequência em filme preto-e-branco de um lobo-da-tasmânia em cativeiro, realizada por David Fleay em 1933. As mandíbulas eram musculares e poderosas e tinham 46 dentes.

A pegada do lobo-da-tasmânia era fácil de distinguir daquelas de espécies nativos e introduzidas

As pegadas do lobo-da-tasmânia podiam ser distinguidas de outros animais nativos ou introduzidos; diferente das raposas, gatos, cães, wombats ou diabos-da-tasmânia, os lobos-da-tasmânia tinham uma pata traseira muito larga e quatro dedos frontais óbvios, arranjados em uma linha quase reta. As patas traseiras eram similares às patas frontais, mas tinham quatro dedos ao invés de cinco. Suas garras eram não-retraíveis.
Os primeiros estudos científicos sugeriram que ele possuía um sentido de olfato aguçado que o permitia localizar a presa, mas análises de sua estrutura cerebral revelaram que seus bulbos olfatórios não eram bem desenvolvidos. Em vez disso, é provável que dependia da visão e som quando caçava. Alguns observadores o descreveram como tendo um cheiro forte e distintivo, outros um odor animal fraco e limpo, e alguns nenhum odor. É possível que o lobo-da-tasmânia, tal como seu parente, o diabo-da-tasmânia, soltasse um odor quando agitado.
O lobo-da-tasmânia foi observado como tendo uma locomoção firme e um tanto esquisita, impossibilitando-o correr em alta velocidade. Podia também realizar um salto bípede, de uma forma similar à do canguru — demonstrado em várias ocasiões por espécimes em cativeiro. Guiler especula que isto era utilizado como uma forma de moção acelerada quando o animal ficava alarmado. O animal também era capaz de balancear suas pernas traseiras e permanecer ereto por breves períodos.
Apesar de não haver gravações de vocalizações do lobo-da-tasmânia, observadores do animal na natureza e em cativeiro notaram que ele rosnava e assobiava quando agitado, frequentemente acompanhado por um bocejo-ameaça. Durante a caça, emitia uma série de latidos guturais rapidamente repetidos similares a tosse (descritos como "yip-yap", "cay-yip" ou "hop-hop-hop"), provavelmente para comunicação entre os membros da matilha. Também tinha um longo uivo lamentador, provavelmente para identificação à distância, e um baixo ruído de fungada usado para comunicação entre membros da família.

## Ecologia e comportamento
Pouco é conhecido sobre o comportamento ou habitat do lobo-da-tasmânia. Algumas observações foram feitas do animal em cativeiro, mas somente evidências anedóticas limitadas existem do comportamento do animal na natureza. A maior parte das observações foram feitas durante o dia, enquanto que o lobo-da-tasmânia era naturalmente noturno. Essas observações feitas no século XX podem ter sido atípicas uma vez quer eram de uma espécie já sob as pressões que logo a levariam à extinção. Algumas características comportamentais foram extrapoladas a partir do comportamento de seu parente mais próximo, o diabo-da-tasmânia.
O lobo-da-tasmânia provavelmente preferia as florestas secas de eucaliptos, pantanal, e pasto na Austrália continental. Pinturas rupestres indígenas australianas indicam que o lobo-da-tasmânia viveu pela Austrália continental e Nova Guiné. Prova da existência do animal na Austrália continental veio de uma carcaça dissecada que foi descoberta em uma caverna na Planície de Nullarbor na Austrália Ocidental em 1990; a datação por radiocarbono revelou ser um animal de cerca de há 3 300 anos.

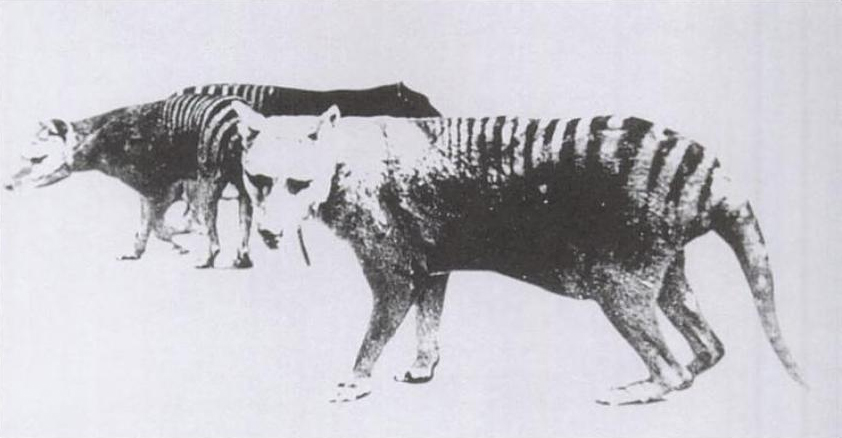
Uma das duas imagens conhecidas de um lobo-da-tasmânia com um marsúpio distendido, carregando um recém-nascido. Zoológico de Adelaide, 1889

Na Tasmânia, preferia as florestas centrais e charneca costeira, que eventualmente se tornaram o foco primário dos colonizadores britânicos buscando campos de pasto para seus rebanhos. O padrão listrado pode ter provido camuflagem em florestas, mas também pode ter servido para propósitos de identificação. O animal possuía uma típica extensão do lar entre 40 e 80 km². Aparentemente mantinha sua extensão do lar sem ser territorial; grupos grandes demais para ser uma unidade familiar eram às vezes observados juntos.

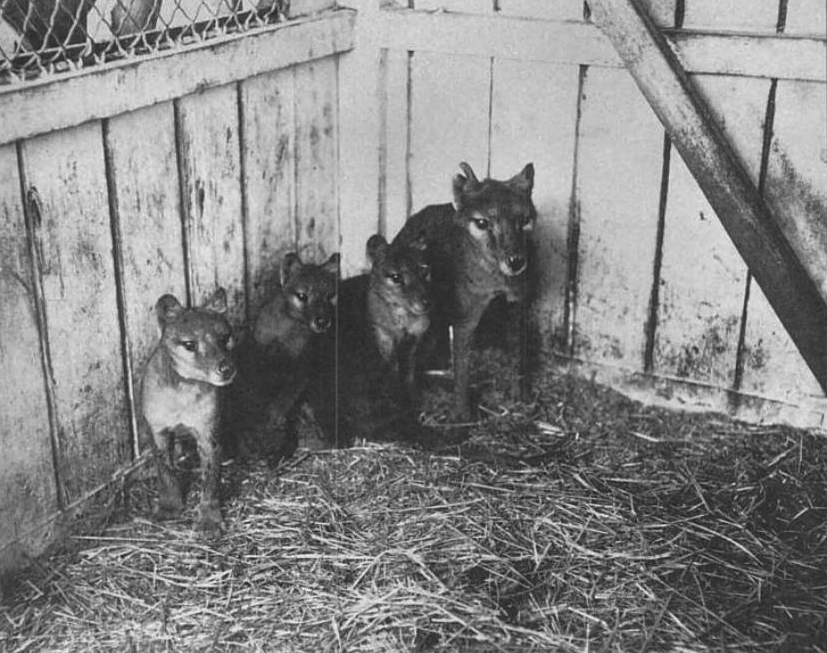
lobo-da-tasmânia com três filhotes

O lobo-da-tasmânia era um caçador noturno e crepuscular, passando as horas de luz em pequenas cavernas ou troncos de árvores ocos em um ninho de galhos, casca de árvore ou folhagem de samambaias. Tinha tendência de fugir para as colinas e florestas para se abrigar durante o dia e caçava na charneca aberta à noite. Os primeiros observadores notaram que o animal era tipicamente tímido e reservado, com consciência da presença de humanos e geralmente evitando contato, apesar de ocasionalmente mostrar traços curiosos.
Há evidência de pelo menos uma reprodução anual (documentos de seleção mostram filhotes descobertos no marsúpio em todas as épocas do ano), apesar das temporadas de ápice de reprodução serem no inverno e na primavera. Eles gerariam até quatro filhotes por ninhada (tipicamente dois ou três), carregando o recém-nascido em um marsúpio por até três meses e os protegendo até estarem pelo menos na metade do tamanho de um adulto. Os recém-nascidos no marsúpio eram carecas e cegos, mas eles tinham os olhos abertos e estavam completamente cobertos de pelos quando saíam do marsúpio. Após saírem do marsúpio, e até estarem desenvolvidos o suficiente para ajudar, os filhotes permaneciam na toca enquanto a fêmea caçava. lobos-da-tasmânia se reproduziram em cativeiro com sucesso somente uma vez, no Zoológico de Melbourne em 1899. Estima-se que sua expectativa de vida no meio selvagem teria sido de 5 a 7 anos, apesar de espécimes em cativeiro terem sobrevivido até 9 anos.

### Dieta

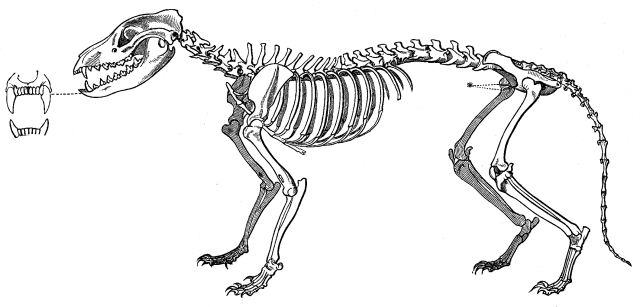
Uma análise do esqueleto sugere que, quando caçava, o lobo-da-tasmânia dependia da resistência física ao invés de velocidade na perseguição

O lobo-da-tasmânia era exclusivamente carnívoro. Seu estômago era musculoso com a capacidade de distender-se para permitir que o animal comesse grandes quantidades de alimento de uma só vez, provavelmente uma adaptação para compensar os longos períodos em que a caça era mal sucedida e o alimento escasso. Análises da estrutura do esqueleto e observações dele em cativeiro sugerem que ele separava um animal-alvo e o perseguia até ficar exausto. Alguns estudos concluem que o animal pode ter caçado em pequenos grupos familiares, com o grupo principal levando a presa na direção geral de um indivíduo esperando em uma emboscada. Caçadores o relataram como um predador de emboscada.
Entre as presas incluíam-se cangurus, wallabees, wombats, aves e pequenos animais como os Potorous e os possums. Uma presa favorita pode ter sido o outrora comum emu-da-tasmânia. O emu era uma ave grande não-voadora que dividia o habitat com o lobo-da-tasmânia e foi caçada até sua extinção em 1850, possivelmente coincidindo com o declínio no número de lobos-da-tasmânia. Tanto dingos quanto raposas eram conhecidos por caçar o emu no continente. Durante o século XX, o lobo-da-tasmânia foi frequentemente caracterizado primariamente como um sugador de sangue, mas poucas referências a este traço são feitas agora; sua popularidade parece ter originado de um único relato indireto. Colonos europeus acreditavam que lobos-da-tasmânia haviam atacado ovelhas e aves de fazendeiros. No cativeiro, os lobos-da-tasmânia eram alimentados com uma variedade de comidas, incluindo wallabees e coelhos mortos assim como carne de vaca, ovelha, cavalo e ocasionalmente aves.

## Extinção

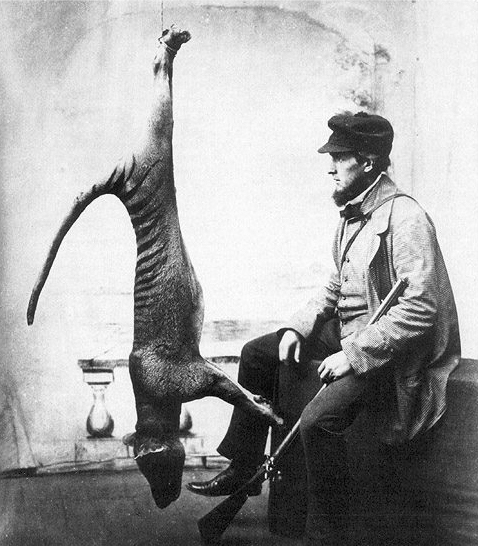
Um lobo-da-tasmânia caçado, 1869

### Extinção da Austrália continental
O lobo-da-tasmânia provavelmente foi extinto da Austrália continental há cerca de 2 000 anos, e possivelmente antes disso na Nova Guiné. A extinção é atribuída à competição com os humanos indígenas e os invasores dingos. Dúvidas existem quanto ao impacto do dingo, entretanto, uma vez que as duas espécies não teriam estado em competição direta uma com a outra. O dingo é um predador primariamente diurno, enquanto especula-se que o lobo-da-tasmânia caçava na maioria das vezes à noite. Em adição, o lobo-da-tasmânia possuía uma estrutura mais poderosa, o que lhe teria dado uma vantagem em encontros cara a cara. Entretanto, recentes examinações morfológicas de esqueletos do dingo e do lobo-da-tasmânia mostram que apesar de o dingo possuir uma mordida mais fraca, seu esqueleto podia resistir pressões maiores, permitindo-lhe abater presas maiores do que o lobo-da-tasmânia podia. O lobo-da-tasmânia era também muito menos versátil na dieta que o onívoro dingo. Seus ambientes claramente se sobrepunham: restos sub-fósseis do lobo-da-tasmânia foram descobertos em proximidade àqueles de dingos. A adoção do dingo como um companheiro de caça pelos povos indígenas teria colocado o lobo-da-tasmânia sob crescente pressão.
Pinturas rochosas do Parque Nacional Kakadu claramente mostram que lobos-da-tasmânia foram caçados pelos antigos humanos.

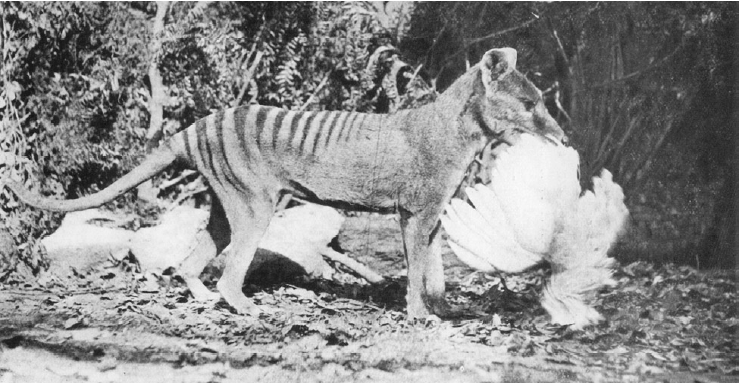
Esta foto de 1921 por Henry Burrell de um lobo-da-tasmânia com uma galinha foi amplamente distribuída e pode ter ajudado a fortalecer a reputação do animal como um ladrão de aves.
Na verdade, a imagem foi cortada para esconder um cercado e uma casa, e uma análise por um pesquisador concluiu que este lobo-da-tasmânia é um espécime empalhado, posado para a câmera.

### Extinção na Tasmânia
Apesar de há muito tempo extinto na Austrália continental na época que os colonizadores europeus chegaram, o lobo-da-tasmânia sobreviveu até a década de 1930 na Tasmânia. Na época do primeiro assentamento, as distribuições mais pesadas estavam nas regiões centrais nordeste, noroeste e norte. Nos primeiros dias do assentamento europeu, eles eram raramente vistos, mas lentamente começaram a receber crédito por diversos ataques à ovelhas. Isto levou ao estabelecimento de esquemas de recompensas em uma tentativa de controlar sua população. A Van Diemen's Land Company introduziu recompensas por lobo-da-tasmânia desde 1830, e entre 1888 e 1909 o governo da Tasmânia pagou 1 Libra esterlina por cabeça do animal (10 shillings para filhotes). No total, pagaram 2 184 recompensas, mas acredita-se que o número de lobos-da-tasmânia mortos tenha sido muito maior do que os reivindicados. Sua extinção é popularmente atribuída a estes esforços rígidos por fazendeiros e caçadores de recompensas. Porém, é possível que múltiplos fatores levaram ao seu declínio e eventual extinção, incluindo competição com cachorros selvagens (introduzidos pelos colonos), erosão do habitat, a extinção coexistente das espécies de suas presas, e uma doença parecida com a cinomose, que também afetou muitos espécimes em cativeiro na época.
Seja qual for a razão, o animal havia se tornado extremamente raro na natureza ao final da década de 1920. Vários esforços foram realizados para salvar a espécie da extinção. Documentos do comitê de supervisão da Península Wilsons datados de 1908 incluem recomendações para os lobos-da-tasmânia serem reintroduzidos a diversos locais apropriados no continente victoriano. Em 1928, o Comitê Consultivo para a Fauna Nativa da Tasmânia havia recomendado uma reserva para proteger quaisquer lobos-da-tasmânia remanescentes, com locais potenciais de habitat adequado incluindo a área Arthur-Pieman do oeste da Tasmânia.
O último lobo-da-tasmânia conhecido a ser morto foi baleado em 1930, pelo fazendeiro Wilf Batty em Mawbanna, no nordeste do estado. O animal (acreditado ser um macho) havia sido visto nas proximidades das casas de galinhas de Batty por várias semanas.

### "Benjamin" e buscas

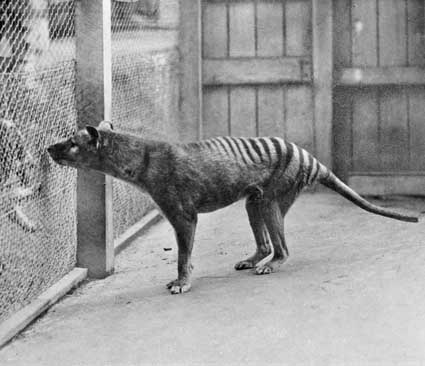
O último lobo-da-tasmânia fotografado no Zoológico de Hobart (antigo Beaumaris) em 1933. Um saco escrotal não é visível nesta ou em qualquer outra foto tirado ou filmagem, levando a suposição de que "Benjamin" era uma fêmea, mas a existência de uma bolsa escrotal no lobo-da-tasmânia faz com que seja impossível ter certeza

O último lobo-da-tasmânia em cativeiro, mais tarde chamado de "Benjamin" (apesar de seu sexo nunca ter sido confirmado) foi capturado em 1933 e enviado ao Zoológico de Hobart onde viveu por três anos. Frank Darby, que afirma ter sido um guarda no Zoológico de Hobart, sugeriu "Benjamin" como tendo sido o apelido do animal em um artigo de jornal em maio de 1968. Entretanto, não há nenhuma documentação existente que sugere que o animal possuía um apelido, e Alison Reid (curadora de facto do zoológico) e Michael Sharland (agente publicitário do zoológico) negaram que Frank Darby tenha algum dia trabalhado em Hobart ou que o nome Benjamin tenha sido utilizado para o animal. Darby também parece ser a fonte para a afirmação de que o último lobo-da-tasmânia foi um macho; evidências fotográficas sugerem que era uma fêmea. Este lobo-da-tasmânia morreu em 7 de setembro de 1936. Acredita-se que tenha morrido como resultado de negligência - trancado para fora de seu local de descanso protegido, foi exposto a uma rara ocorrência de clima extremo tasmaniano: calor extremo durante o dia e temperaturas congelantes durante a noite.
Este lobo-da-tasmânia aparece na última filmagem conhecida de um espécime vivo: 62 segundos de filme preto-e-branco mostrando-o andando para trás e para a frente em sua área cercada em um clipe filmado em 1933 pelo naturalista David Fleay. O Dia Nacional das Espécies Ameaçadas tem sido comemorado anualmente desde 1996 em 7 de setembro na Austrália, para celebrar a morte do último lobo-da-tasmânia oficialmente documentado.

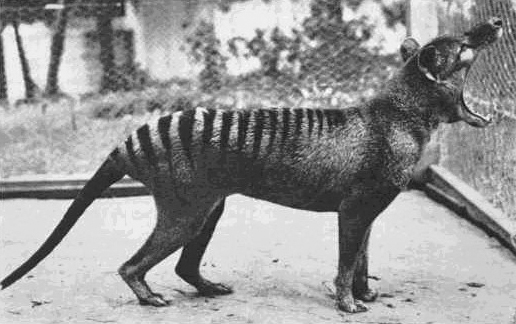
"Benjamin" bocejando em 1933

Apesar de ter havido um movimento para a conservação exigindo desde 1901 a proteção do lobo-da-tasmânia, motivados em parte pela dificuldade crescente em obter espécimes para coleções no exterior, dificuldades políticas impediram qualquer forma de proteção ser aplicada até 1936. A proteção oficial da espécie pelo governo tasmaniano foi introduzida em 10 de julho de 1936, 59 dias antes do último espécime conhecido morrer em cativeiro.
Os resultados de buscas subsequentes indicaram uma forte possibilidade de sobrevivência da espécie na Tasmânia até à década de 1960. Buscas feitas pelo Dr. Eric Guiler e David Fleay no noroeste da Tasmânia encontraram pegadas e excrementos que podem ter pertencido ao animal, ouviram vocalizações que eram compatíveis com àquelas do lobo-da-tasmânia, e coletaram evidência anedótica de pessoas que supostamente viram o animal. Apesar das buscas, nenhuma evidência conclusiva foi encontrada para indicar a existência continuada na natureza.
O lobo-da-tasmânia possuía o estatuto de espécie ameaçada até 1986. Padrões internacionais afirmam que qualquer animal que não apresente nenhum espécime registrado por 50 anos deve ser declarado extinto. Uma vez que nenhuma prova definitiva da existência do lobo-da-tasmânia foi encontrada desde a morte de "Benjamin" em 1936, se encontrou de acordo com o critério oficial e foi declarado oficialmente extinto pela União Internacional para a Conservação da Natureza. A Convenção sob Comércio Internacional de Espécies Ameaçadas de Fauna e Flora Selvagem (CITES) é mais cautelosa, listando-o como "possivelmente extinto".

### Aparições não confirmadas
Apesar do lobo-da-tasmânia ser considerado extinto, muitos acreditam que o animal ainda existe. Aparições são regularmente alegadas na Tasmânia, outras partes da Austrália e até na área da Nova Guiné Ocidental, da Indonésia, próxima da fronteira com Papua-Nova Guiné. A Associação de Pesquisa de Fauna Australiana Rara registrou 3 800 aparições em arquivo na Austrália continental desde a data de extinção em 1936, enquanto o Centro de Pesquisa Animal Misterioso da Austrália registrou 138 até 1998, e o Departamento de Conservação e Gerenciamento de Terras registrou 65 na Austrália Ocidental no mesmo período. Os pesquisadores independentes de lobo-da-tasmânia, Buck e Joan Emburg, da Tasmânia, registraram 360 aparições tasmanianas pós-extinção no século XX e 269 continentais, números compilados de diversas fontes. No continente, as aparições são mais frequentemente registradas no sul de Victoria.
Algumas aparições geraram uma grande quantidade de publicidade. Em 1982, um pesquisador do Serviço de Parques e Vida Selvagem da Tasmânia, Hans Naarding, observou o que acreditava ser um lobo-da-tasmânia por três minutos durante a noite em um local perto de Arthur River no noroeste da Tasmânia. A aparição levou a uma extensa pesquisa de um ano financiada pelo governo. Em janeiro de 1995, um oficial de Parque e Vida Selvagem reportou ter observado um lobo-da-tasmânia na região de Pyengana no nordeste da Tasmânia nas primeiras horas da manhã. Buscas posteriores não revelaram nenhum sinal do animal. Em 1997, foi reportado que moradores locais e missionários próximos a Pirâmide Carstensz na Nova Guiné Ocidental haviam visto lobos-da-tasmânia. Os moradores locais aparentemente sabiam deles por muitos anos, mas não haviam feito nenhum registro oficial. Em fevereiro de 2005, Klaus Emmerichs, turista alemão, afirmou ter tirado fotografias digitais de um lobo-da-tasmânia que viu perto do Parque Nacional Cradle Mountain-Lake St. Clair, mas a autenticidade das fotografias não foi estabelecida. As fotos não foram publicadas até abril de 2006, quatorze meses após a aparição. As fotografias, que mostravam somente as costas do animal, foram classificadas por aqueles que os estudam como inconclusivas como evidências da existência continuada do lobo-da-tasmânia.

### Recompensas
Em 1983, Ted Turner ofereceu uma recompensa de 100 000 dólares americanos por prova da existência continuada do lobo-da-tasmânia. Entretanto, uma carta enviada em resposta a uma pergunta por um pesquisador de lobos-da-tasmânia, Murray McAllister, em 2000 indicou que a recompensa foi retirada. Em março de 2005, a revista de notícias australiana The Bulletin, como parte das celebrações de seu aniversário de 125 anos, ofereceu uma recompensa de 1,25 milhões de dólares australianos pela captura segura de um lobo-da-tasmânia vivo. Quando a oferta acabou no final de junho do mesmo ano, ninguém havia produzido nenhuma evidência da existência do animal. Uma recompensa de 1,75 milhões de dólares australianos foi oferecida por um operador de passeios tasmaniano, Stewart Malcolm. A caça é ilegal sob os termos da proteção do lobo-da-tasmânia, então qualquer recompensa feita por sua captura é inválida, uma vez que uma licença de caça não seria emitida.

## Pesquisas e projetos modernos

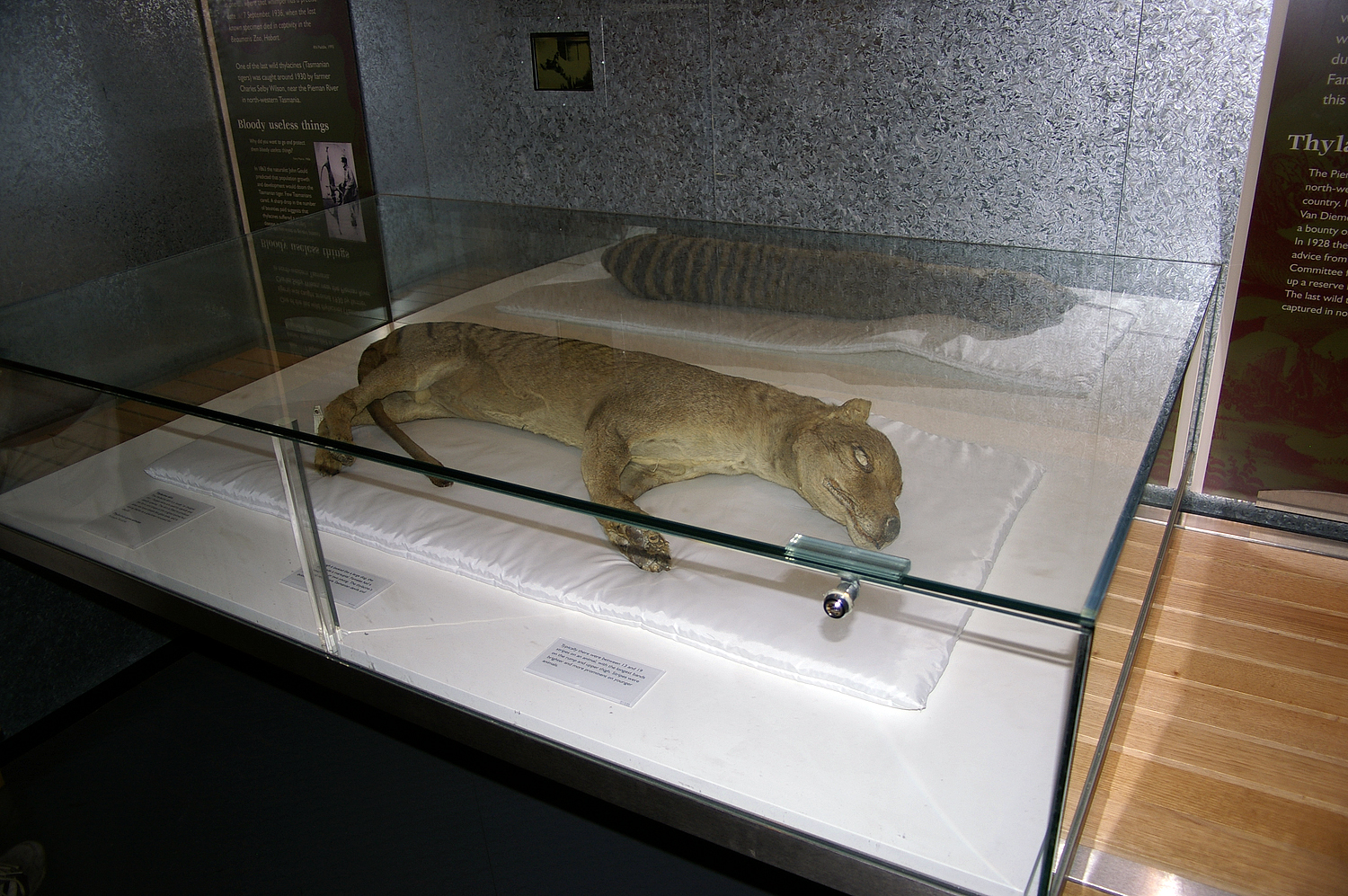
Espécime empalhado no Museu Nacional da Austrália em Camberra, Território da Capital Australiana

Documentos de todos os espécimes, muitos dos quais estão em coleções europeias, estão agora arquivados no International Thylacine Specimen Database. O Museu Australiano em Sydney começou um projeto de clonagem em 1999. O objetivo era usar material genético dos espécimes retirados e preservados no começo do século XX para clonar novos indivíduos e restaurar a espécie da extinção. Diversos microbiologistas rejeitaram o projeto como uma jogada de relações públicas a fim de atrair atenção e seu proponente-chefe, o Professor Mike Archer, recebeu em 2002 uma indicação para o Bent Spoon Award do Australian Skeptics por ser "o autor do mais absurdo pedaço de besteira paranormal ou pseudo-científico".

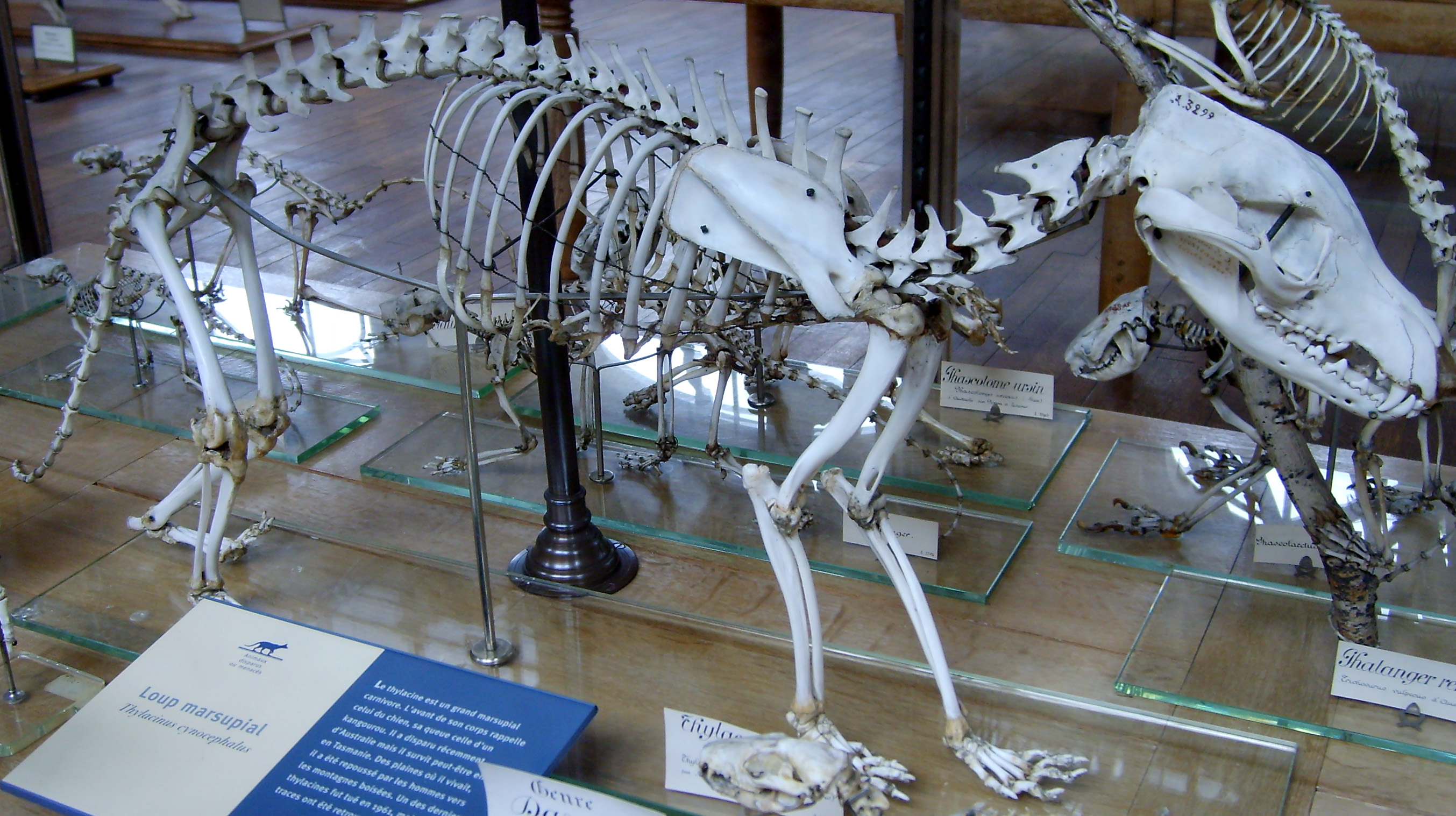
Esqueleto de lobo-da-tasmânia, Muséum national d'histoire naturelle, Paris

No final de 2002, os pesquisadores obtiveram algum êxito uma vez que conseguiram extrair DNA replicável dos espécimes. Em 15 de fevereiro de 2005, o museu anunciou que estava suspendendo o projeto após testes mostrarem que o DNA retirado dos espécimes havia sido muito degradado para ser utilizável. Em maio de 2005, o Professor Michael Archer, Reitor de Ciência da Universidade de Nova Gales do Sul, antigo diretor do Museu Australiano e biólogo evolucionário, anunciou que o projeto estava sendo reiniciado por um grupo de universidades interessadas e um instituto de pesquisa.

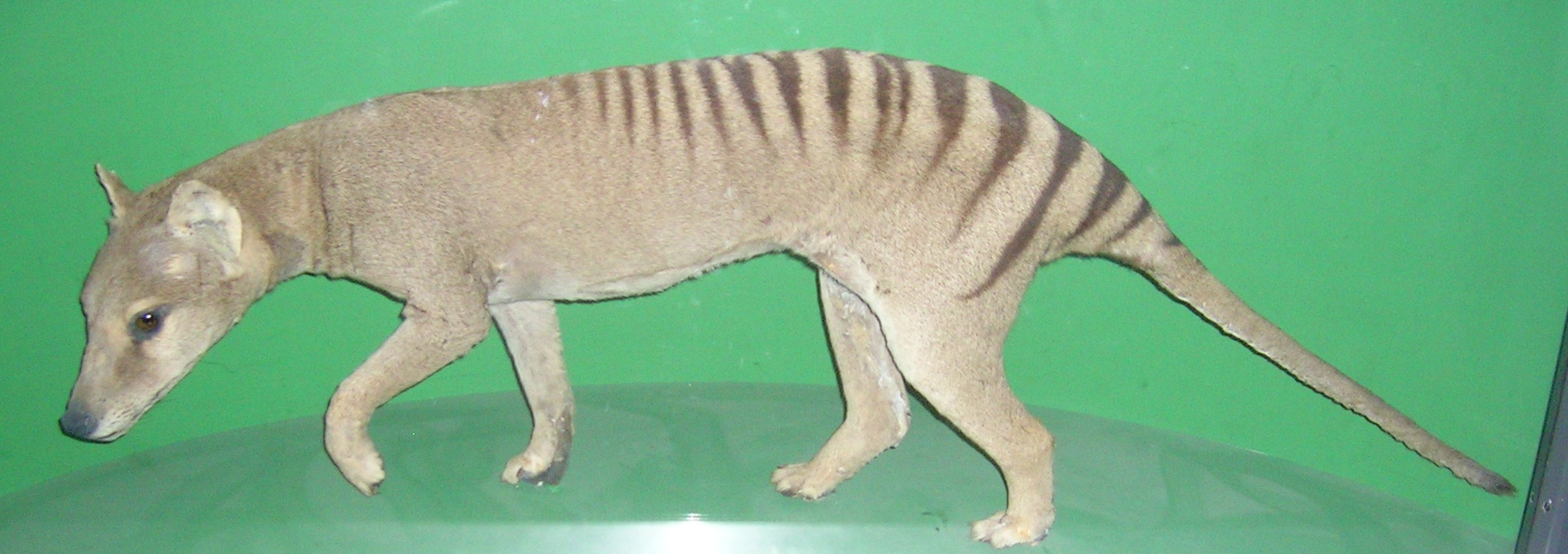
Espécime no Museu de Oslo

O International Thylacine Specimen Database foi completado em abril de 2005 e é a culminação de um projeto de pesquisa de quatro anos para catalogar e fotografar digitalmente, se possível, todo material conhecido remanescente de espécimes de lobos-da-tasmânia mantido em coleções de museus, universidades e privadas. Os documentos originais são mantidos pela Sociedade Zoológica de Londres.
Em 2008, os pesquisadores Andrew J. Pask e Marilyn B. Renfree da Universidade de Melbourne e Richard R. Behringer da Universidade do Texas supostamente conseguiram restaurar a funcionalidade de um gene acentuassomo Col2A1 obtido de tecidos de um lobo-da-tasmânia conservados em etanol por 100 anos em coleções de museus. O material genético foi observado funcionando em ratos transgênicos. A pesquisa aumentou as esperanças de eventualmente restaurar a população de lobos-da-tasmânia.
Em 2022, o laboratório da Universidade de Melbourne recebeu um donativo de 5 milhões de dólares para os ajudar a trazer de volta a espécie. A investigação propõe nove passos-chave para a deextinção do lobo-da-Tasmânia. O financiamento permitirá ao laboratório avançar e concentrar-se em três áreas-chave: melhorar a compreensão do genoma do lobo-da-Tasmânia, desenvolver técnicas para utilizar células estaminais marsupiais para criar um embrião, e depois transferir com sucesso o embrião para um útero substituto hospedeiro, como por exemplo um Diabo-da-Tasmânia.

## Referências culturais

Brasão da Tasmânia

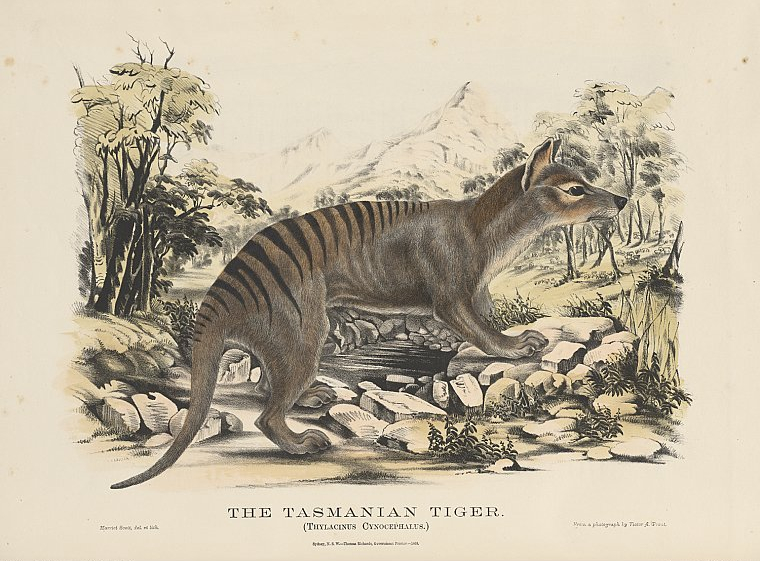
Ilustração de um lobo-da-tasmânia